# Euastrum elobatum
Euastrum elobatum là một loài Song tinh tảo trong họ Desmidiaceae, thuộc chi Euastrum.